# Гротта-ди-Лурде

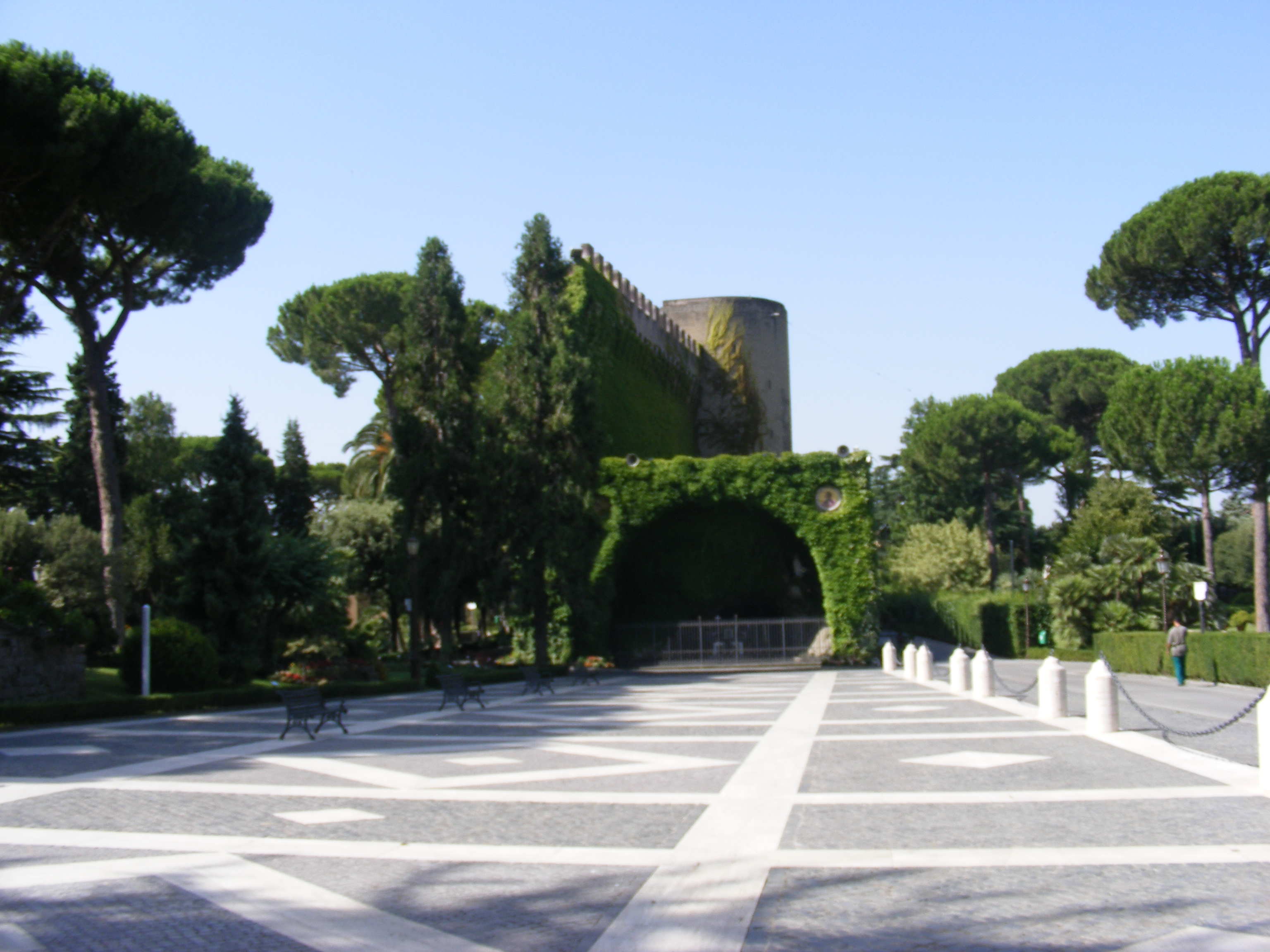
Ватиканские сады, стоящие перед Гротта-ди-Лурде

Пещера ди Лурдес (также Гротта-ди-Лурде) является искусственной пещерой в Ватиканских садах. Она была построена в 1902-5 и является точной копией Лурдес Грот во Франции. 
Франциск, на следующий день после его назначения в качестве нового Папы Римского посетил грот Девы Марии в Лурде во второй половине дня 15 марта 2013 года, и прочитал молитвы перед статуей Девы Марии.

## История
Исторический контекст создания грота в Ватиканских садах,  8 декабря 1854 был провозглашён догмат о начале строительства Папой Пием IX на  площади Испания.
На первом мероприятии присутствовали кардиналы, епископы и большая аудитория, когда епископ записал универсальную ценность грота. Формальное освящение состоялось 28 марта 1905 года, когда Пий X и его преемник Пий XI также присутствовали на празднике.

## Особенности
Грот Лурдес в Ватикане меньше, чем французский оригинал, но это в соответствующем масштабе. Даже окружение церкви было воспроизведено.  Тем не менее, шпиль было приказано снести Пием XI по соображениям безопасности. В 1962 году, две боковые лестницы до шпиля были снесены по приказу папы Иоанна XXIII. С этим изменением, Грот стал простым с  алтарём и небольшой статуей Непорочной. Ниже этой статуи есть надпись сообщения Марии.
Другое ежегодное мероприятие проводится каждый год 31 мая, во время визита Папы Римского в грот, чтобы провести службу. Папа Римский Иоанн Павел II посетил грот 31 мая 2000 года, после чего он обратился к собравшимся. Папа Бенедикт XVI посетил грот 31 мая 2011 года; он ходил в Ватиканских садах, возносил молитвы перед образом Непорочного Зачатия.